# Love Is Bigger Than Anything in Its Way
Love Is Bigger Than Anything in Its Way è un singolo del gruppo musicale irlandese U2, pubblicato il 23 aprile 2018 come quinto estratto dal loro quattordicesimo album in studio Songs of Experience.

## Video musicale
Il videoclip è stato pubblicato il 27 aprile 2018 sul canale YouTube del gruppo e mostra varie persone in varie location.

## Tracce
Download digitale – Remixes
1. Love Is Bigger Than Anything In Its Way (Will Clarke Remix) – 6:31
2. Love Is Bigger Than Anything In Its Way (The Funk Hunters Remix) – 4:01
3. Love Is Bigger Than Anything In Its Way (Daybreakers Remix) – 7:33

Download digitale – Acoustic Version
1. Love Is Bigger Than Anything In Its Way (Acoustic Version) – 3:36

Download digitale – U2 x Cheat Codes
1. Love Is Bigger Than Anything In Its Way (U2 x Cheat Codes) – 3:10

Download digitale – Beck Remix
1. Love Is Bigger Than Anything In Its Way (Beck Remix) – 3:23

## Formazione
Crediti tratti dall'edizione standard di Songs of Experience
Gruppo
- Bono – voce
- The Edge – chitarra, voce, tastiera
- Adam Clayton – basso
- Larry Mullen – batteria

Altri musicisti
- Jacknife Lee – tastiera aggiuntiva, programmazione, chitarra aggiuntiva, cori aggiuntivi
- Andrew Taggart – tastiera aggiuntiva

Produzione
- Jacknife Lee – produzione, missaggio
- Matt Bishop – ingegneria del suono, assistenza al missaggio
- Barry McCready – assistenza tecnica
- Dave "Squirrel" Covell – assistenza tecnica